# Anita Raczweliszwili
Anita Raczweliszwili (gruz. ანიტა რაჭველიშვილი; ur. 28 czerwca 1984 w Tbilisi) – gruzińska mezzosopranistka operowa.

## Biografia
Studia muzyczne rozpoczęła od nauki gry na fortepianie w Szkole im. Muchrana Maczawarianiego, ale skupiła się na nauce śpiewu w Konserwatorium im. Wano Saradżiszwilego. Otrzymała stypendium od prezydenta Gruzji Micheila Saakaszwilego, a potem otrzymała nagrodę Paata Burczuladze. Jeszcze jako studentka konserwatorium zadebiutowała w Gruzińskiej Operze Narodowej w Tbilisi jako Maddalena w Rigoletto i jako Olga w Eugeniuszu Onieginie, dołączając po ukończeniu studiów do zespołu teatru. W latach 2007–2009 występuje w Akademii Opery Lirycznej w Accademia Teatro alla Scala. 7 grudnia 2009 roku na rozpoczęciu sezonu w La Scala, zaśpiewała rolę tytułowej Carmen u boku Jonasa Kaufmanna jako Don José. Spektakl reżyserowała Emma Dante, a dyrygował Daniel Barenboim. Była to jej pierwsza ważna rola, bo nie tylko był to debiut w tej roli, ale opera była także transmitowana na żywo na całym świecie.
Występowała jako: Carmen (Bizet „Carmen”), Amneris, Fenena, Magdalena (Verdi „Aida”, „Nabucco”, „Rigoletto”), Orfeusz (Gluck „Orfeusz i Eurydyka”), Dulcynea (Massenet „Don Kichot”), Izabela („Włoszka w Algierze” Rossini), Dalila (Saint-Saëns „Samson i Dalila”), Olga (Czajkowski „Eugeniusz Oniegin”), Kończakówna (Borodin „Kniaź Igor”).
W 2016 roku wyszła za mąż za Oto Maisuradze.

## Płyty
W marcu 2018 roku ukazał się debiutancki album Anita. Płyta została wydana przez Sony Classical. W nagraniu uczestniczyła Narodowa Orkiestra Symfoniczna RAI pod dyrekcją Giacomo Sagripanti. Płyta zawiera 12 utworów w tym arie z Carmen Bizeta.

## Nagrody
- wygrała Bachtrack Opera Awards 2017 na „Najlepszą kobiecą piosenkarką” za rolę Dalili w Samson i Dalila w Operze Paryskiej – konkursie zorganizowanym przez stronę Bachtrack, która zajmuje się prezentacją muzyki klasycznej[7]
- w 2017 nominowana do International Opera Awards[8]